# Chew Fu
Peter Jack Kardolus, conhecido pelo seu nome artístico, Chew Fu (Almere, 1974), é um produtor electrónico e DJ nascido nos Países Baixos. 
Durante a sua carreira, trabalhou como remisturador de artistas reconhecidos como Rihanna, Lady Gaga, Timbaland, Mariah Carey, Far East Movement e Robyn. O seu estilo de produção inclui uma fusão de vários tipos de música, como electro house e hip-hop.
O DJ utiliza o termo "refix" invés do termo usual de remistura porque "são produções completamente diferentes".